# Roberto Caveanha
Roberto Caveanha, mais conhecido como Babá (Mogi Guaçu, 7 de julho de 1944), é um ex-futebolista brasileiro que atuava como centroavante.

## Carreira
Foi centroavante do Guarani e do São Paulo. Atualmente, mora em Mogi Guaçu e é pai de três filhos e avô de duas netas.
Como futebolista no Campeonato Paulista de 1966, fez 21 gols em 38 jogos.
Tem os títulos de vice-campeão paulista de 1967 e campeão paulista de 1970, ambos pelo São Paulo. Também esteve na Seleção Brasileira em 1968, quando foi convocado por Aymoré Moreira. 